# Evariste Ngoyagoye
Evariste Ngoyagoye (* 3. Januar 1942 in Jenda, Burundi) ist ein burundischer Geistlicher und emeritierter römisch-katholischer Erzbischof von Bujumbura.

## Leben
Papst Paul VI. weihte ihn am 6. Januar 1966 zum Priester des Bistums Bujumbura.
Papst Johannes Paul II. ernannte ihn am 7. Juni 1980 zum ersten Bischof des mit gleichem Datum errichteten Bistums Bubanza. Die Bischofsweihe spendete ihm der Apostolische Nuntius in Burundi, Erzbischof Donato Squicciarini, am 24. August desselben Jahres; Mitkonsekratoren waren die Joachim Ruhuna, Erzbischof von Gitega, und Michel Ntuyahaga, Bischof von Bujumbura.
Der Papst ernannte ihn am 21. April 1997 zum Bischof von Bujumbura. Mit der Erhebung zum Erzbistum am 25. November 2006 wurde er zum Erzbischof von Bujumbura ernannt.
Papst Franziskus nahm am 24. März 2018 seinen altersbedingten Rücktritt an.